# Liste des codes IATA des aéroports/R
Liste des codes IATA des aéroports internationaux.
Le code de deux lettres qui suit la ville est la subdivision du pays (région, État…) selon la norme ISO 3166-2.
- A
- B
- C
- D
- E
- F
- G
- H
- I
- J
- K
- L
- M
- N
- O
- P
- Q
- R
- S
- T
- U
- V
- W
- X
- Y
- Z

- Haut – RA
- RB
- RC
- RD
- RE
- RF
- RG
- RH
- RI
- RJ
- RK
- RL
- RM
- RN
- RO
- RP
- RQ
- RR
- RS
- RT
- RU
- RV
- RW
- RX
- RY
- RZ

## RA
- RAA – Rakanda, Papouasie-Nouvelle-Guinée
- RAB – Aéroport de Rabaul, Papouasie-Nouvelle-Guinée
- RAC – Racine (John H. Batten Field), Wisconsin, États-Unis
- RAD – Tortola (Seaplane Base), Îles Vierges britanniques, Royaume-Uni
- RAE – Aéroport d'Arar, Arabie saoudite
- RAF – Rafaela, Argentine
- RAG – Raglan, Île du Nord, Nouvelle-Zélande
- RAH – Aéroport de Rafha, Arabie saoudite
- RAI – Aéroport international de Praia, Île de Santiago, Cap-Vert
- RAJ – Aéroport de Rajkot, Inde
- RAK – Aéroport de Marrakech-Ménara, Maroc
- RAL – Riverside, Californie, États-Unis
- RAM – Ramingining, Territoire du Nord, Australie
- RAN – Ravenne, Italie
- RAO – Ribeirão Preto, São Paulo, Brésil
- RAP – Aéroport régional de Rapid City, Dakota du Sud, États-Unis
- RAQ – Muna, Indonésie
- RAR – Aéroport international de Rarotonga, Îles Cook
- RAS – Aéroport de Racht, Iran
- RAT – Radoujny, Khantys-Mansis, Russie
- RAU – Rangpur, Bangladesh
- RAV – Cravo Norte, Colombie
- RAW – Arawa, Éthiopie
- RAX – Oram, Papouasie-Nouvelle-Guinée
- RAY – Rothesay, Écosse, Royaume-Uni
- RAZ – Rawala Kot, Pakistan

## RB
- RBA – Aéroport international de Rabat-Salé, Maroc
- RBB – Borba, Amazonas, Brésil
- RBC – Robinvale, Victoria, Australie
- RBD – Dallas (Aéroport Redbird), Texas, États-Unis
- RBE – Ratanakiri, Cambodge
- RBF – Big Bear City, Californie, États-Unis
- RBG – Roseburg, Oregon, États-Unis
- RBH – Parc national et réserve de Katmai (Brooks Lodge), Alaska, États-Unis
- RBI – Rabi, Fidji
- RBJ – Rebun, Japon
- RBK – Murrieta/Temecula (Rancho California), Californie, États-Unis
- RBL – Red Bluff, Californie, États-Unis
- RBM – Straubing (Aéroport Wallmühle), Allemagne
- RBN – Fort Jefferson (Dry Tortugas NP), Floride, États-Unis
- RBO – Roboré, Bolivie
- RBP – Rabaraba, Papouasie-Nouvelle-Guinée
- RBQ – Aérodrome de Rurrenabaque, Bolivie
- RBR – Aéroport international de Rio Branco, Acre, Brésil
- RBS – Orbost, Victoria, Australie
- RBT – Marsabit, Kenya
- RBU – Roebourne, Australie-Occidentale, Australie
- RBV – Île Ramata, Îles Salomon
- RBW – Walterboro, Caroline du Sud, États-Unis
- RBX – Aérodrome de Rumbek, Soudan du Sud
- RBY – Ruby, Alaska, États-Unis

## RC
- RCA – Ellsworth Air Force Base, Dakota du Sud, États-Unis
- RCB – Richards Bay, Afrique du Sud
- RCE – Roche Harbor, Washington, États-Unis
- RCH – Riohacha, Colombie
- RCK – Rockdale, Texas, États-Unis
- RCL – Redcliffe, Vanuatu
- RCM – Richmond, Queensland, Australie
- RCN – American River, Australie-Méridionale, Australie
- RCO – Aéroport de Rochefort - Charente-Maritime et Base aérienne 721 Rochefort, France
- RCQ – Aéroport Teniente Daniel Jukic, Argentine
- RCR – Rochester (Comté de Fulton), Indiana, États-Unis
- RCS – Rochester, Angleterre, Royaume-Uni
- RCT – Reed City (Nartron Field), Michigan, États-Unis
- RCU – Rio Cuarto (Area de Material), Argentine
- RCX – Ladysmith (Comté de Rusk), Wisconsin, États-Unis
- RCY – Rum Cay, Bahamas

## RD
- RDA – Rockhampton Downs, Territoire du Nord, Australie
- RDB – Red Dog, Alaska, États-Unis
- RDC – Redenção, Pará, Brésil
- RDD – Redding, Californie, États-Unis
- RDE – Merdey, Indonésie
- RDG – Reading, Pennsylvanie, États-Unis
- RDK – Red Oak, Iowa, États-Unis
- RDM – Redmond (Roberts Field), Oregon, États-Unis
- RDN – Redang, Malaisie
- RDO – Aéroport de Varsovie-Radom, Pologne
- RDP – Aéroport Kazi Nazrul Islam, Inde
- RDR – Base aérienne de Grand Forks, Dakota du Nord, États-Unis
- RDS – Rincón de Los Sauces, Argentine
- RDT – Aérodrome de Richard-Toll, Sénégal
- RDU – Aéroport international de Raleigh-Durham, Caroline du Nord, États-Unis
- RDV – Red Devil, Alaska, États-Unis
- RDZ – Aéroport de Rodez-Aveyron, France

## RE
- REA – Aérodrome de Reao, Polynésie française, France
- REB – Rechlin/Lärz, Allemagne
- REC – Aéroport international de Recife, Pernambouc, Brésil
- RED – Reedsville (Comté de Mifflin), Pennsylvanie, États-Unis
- REE – Lubbock (Reese Air Force Base), Texas, États-Unis
- REG – Aéroport de Reggio de Calabre, Italie
- REH – Rehoboth Bay (Hydroaéroport), Delaware, États-Unis
- REI – Aérodrome de Régina, Guyane, France
- REK – Reykjavik (Aire métropolitaine), Islande
- REL – Trelew (AlmIrante Zar), Argentine
- REN – Aéroport d'Orenbourg Tsentralni, Russie
- REO – Rome, Oregon, États-Unis
- REP – Aéroport international de Siem Reap, Cambodge
- REQ – Reko Diq, Pakistan
- RER – Retalhuleu, Guatemala
- RES – Aéroport de Resistencia, Argentine
- RET – Aérodrome de Røst, Norvège
- REU – Aéroport de Reus, Espagne
- REW – Rewa, Inde
- REX – Aéroport international Général Lucio Blanco, Mexique
- REY – Reyes, Bolivie
- REZ – Resende, Rio de Janeiro, Brésil

## RF
- RFA – Piste aérienne de Rafaï, République centrafricaine
- RFD – Aéroport international de Rockford/Chicago, Illinois, États-Unis
- RFG – Refugio (Rooke Field), Texas, États-Unis
- RFK – Anguilla/Rolling Fork (Rollang Field), Mississippi, États-Unis
- RFN – Raufarhöfn, Islande
- RFP – Aéroport de Raiatea-Uturoa, Polynésie française, France
- RFR – Rio Frio, Costa Rica
- RFS – Rosita, Nicaragua

## RG
- RGA – Aéroport international Gob. Ramón Trejo Noel, Argentine
- RGD – Thomaston (Reginald Grant), Géorgie, États-Unis
- RGE – Porgera, Papouasie-Nouvelle-Guinée
- RGH – Balurghat, Inde
- RGI – Aéroport de Rangiroa, Polynésie française, France
- RGK – Gorno-Altaïsk, République de l'Altaï, Russie
- RGL – Aéroport international Piloto Civil Norberto Fernández, Argentine
- RGN – Aéroport international de Yangon, Birmanie
- RGP – Rangpur, Bangladesh
- RGR – Ranger, Texas, États-Unis
- RGS – Aéroport de Burgos (Villafría), Espagne
- RGT – Rengat, Indonésie
- RGV – Rio Grande Valley, Texas, États-Unis

## RH
- RHA – Reykhólar, Islande
- RHD – Termas de Río Hondo, Argentine
- RHE – Base aérienne 112 Reims-Champagne, France
- RHG – Aéroport de Ruhengeri, Rwanda
- RHI – Rhinelander (Comté d'Oneida), Wisconsin, États-Unis
- RHL – Roy Hill, Australie-Occidentale, Australie
- RHN – Rosh Pinah, Namibie
- RHO – Aéroport de Rhodes, Grèce
- RHP – Aéroport de Ramechhap, Népal
- RHR – Ras el Khaïmah, Émirats arabes unis
- RHT – Bannière droite d'Alxa, Mongolie-Intérieure, Chine
- RHV – San José (Comté de Santa Clara), Californie, États-Unis

## RI
- RIA – Santa Maria, Rio Grande do Sul, Brésil
- RIB – Aéroport de Riberalta, Bolivie
- RIC – Aéroport international de Richmond, Virginie, États-Unis
- RID – Richmond, Indiana, États-Unis
- RIE – Rice Lake, Wisconsin, États-Unis
- RIF – Richfield, Utah, États-Unis
- RIG – Rio Grande, Rio Grande do Sul, Brésil
- RIH – Aéroport de Río Hato, Panama
- RIJ – Rioja, Pérou
- RIK – Carrillo, Costa Rica
- RIL – Rifle (Comté de Garfield), Colorado, États-Unis
- RIM – Rodríguez de Mendoza, Pérou
- RIN – Ringi Cove, Îles Salomon
- RIO – Rio de Janeiro (Aire métropolitaine), Rio de Janeiro, Brésil
- RIR – Riverside (Rubidoux), Californie, États-Unis
- RIS – Rishiri, Japon
- RIT – Rìo Tigre, Panama
- RIU – Rancho Murieta, Californie, États-Unis
- RIV – March Air Reserve Base, Californie, États-Unis
- RIW – Riverton, Wyoming, États-Unis
- RIX – Aéroport international de Riga, Lettonie
- RIY – Al Moukalla (Riyan), Yémen
- RIZ – Rizhao, Shandong, Chine

## RJ
- RJA – Rajahmundry, Inde
- RJB – Rajbiraj, Népal
- RJH – Aérodrome Shah Makhdum de Râjshâhî, Bangladesh
- RJI – Rajauri, Inde
- RJK – Aéroport de Rijeka, Croatie
- RJL – Aérodrome de Logroño, Espagne
- RJM – Waisai (Aéroport Marinda), Indonésie
- RJN – Rafsandjan, Iran

## RK
- RKA – Aérodrome d'Aratika Nord, Polynésie française, France
- RKD – Rockland (Comté de Knox), Maine, États-Unis
- RKE – Copenhague (Roskilde), Danemark
- RKH – Rock Hill (Bryant Field), Maine, États-Unis
- RKI – Rokot, Indonésie
- RKL – Rockleigh, New Jersey, États-Unis
- RKO – Sipora, Indonésie
- RKP – Rockport (Comté de Aransas), Texas, États-Unis
- RKR – Poteau (Aéroport Robert S. Kerr), Oklahoma, États-Unis
- RKS – Rock Springs (Comté de Sweetwater), Wyoming, États-Unis
- RKT – Aéroport international de Ras el Khaïmah, Émirats arabes unis
- RKU – Île Yule, Papouasie-Nouvelle-Guinée
- RKV – Aéroport de Reykjavik, Islande
- RKW – Rockwood, Tennessee, États-Unis
- RKY – Rokeby, Queensland, Australie
- RKZ – Aéroport de Shigatsé-Heping, Tibet, Chine

## RL
- RLA – Rolla, Missouri, États-Unis
- RLD – Richland, Washington, États-Unis
- RLG – Aéroport de Rostock, Allemagne
- RLK – Bayannuur, Mongolie-Intérieur, Chine
- RLO – Merlo, Argentine
- RLP – Rosella Plains, Queensland, Australie
- RLR – Isalo (Relais de la reine), Madagascar
- RLT – Aérodrome d'Arlit, Niger
- RLU – Bornite, Alaska, États-Unis

## RM
- RMA – Roma, Queensland, Australie
- RMB – Al Buraymi, Oman
- RMC – Rockford (Aéroport Machesney), Illinois, États-Unis
- RMD – Ramagundam, Inde
- RME – Rome (Griffiss Air Force Base), New York, États-Unis
- RMF – Aéroport international de Marsa Alam, Égypte
- RMG – Rome (Richard B. Russell), Géorgie, États-Unis
- RMI – Aéroport Federico-Fellini, Italie
- RMK – Renmark, Australie-Méridionale, Australie
- RML – Aéroport de Ratmalana, Sri Lanka
- RMO – Aéroport international de Chișinău, Moldavie
- RMN – Rumginae, Papouasie-Nouvelle-Guinée
- RMP – Rampart, Alaska, États-Unis
- RMQ – Aéroport de Taichung, Taïwan
- RMS – Base aérienne de Ramstein, Allemagne
- RMT – Aérodrome de Rimatara, Polynésie française, France
- RMU – Aéroport international de la région de Murcie, Espagne
- RMY – Mariposa, Californie, États-Unis

## RN
- RNA – Rorona, Papouasie-Nouvelle-Guinée
- RNB – Aéroport de Ronneby, Suède
- RNC – McMinnville (Comté de Warren), Tennessee, États-Unis
- RND – Randolph Air Force Base, Texas, États-Unis]
- RNE – Aéroport de Roanne-Renaison, France
- RNG – Rangely, Colorado, États-Unis
- RNH – New Richmond, Wisconsin, États-Unis
- RNI – Îles du Maïs, Nicaragua
- RNJ – Yoron-jima, Japon
- RNK – Arunka, Kiribati
- RNL – Île Rennell, Îles Salomon
- RNM – Qarn Alam, Oman
- RNN – Aéroport de Bornholm, Danemark
- RNO – Aéroport international de Reno-Tahoe, Nevada, États-Unis
- RNP – Rongelap, Îles Marshall
- RNR – Robinson River, Papouasie-Nouvelle-Guinée
- RNS – Aéroport de Rennes-Bretagne, France
- RNT – Renton, Washington, États-Unis]
- RNU – Ranau, Malaisie
- RNV – Cleveland, Mississippi, États-Unis
- RNZ – Rensselaer (Comté de Jasper), Indiana, États-Unis

## RO
- ROA – Roanoke (Woodrum Field), Virginie, États-Unis
- ROB – Aéroport international Roberts, Liberia
- ROC – Aéroport international de Rochester, New York, États-Unis
- ROD – Robertson, Afrique du Sud
- ROE – Birmingham (National Guard), Alabama, États-Unis
- ROF – Montague/Yreka (Yreka Rohrer Field), Californie, États-Unis
- ROG – Rogers (Carter Field), Arkansas, États-Unis
- ROH – Robinhood, Queensland, Australie
- ROI – Roi Et, Thaïlande
- ROK – Rockhampton, Queensland, Australie
- ROL – Roosevelt, Utah, États-Unis
- ROM – Rome (Aire métropolitaine), Italie
- RON – Paipa (Aéroport Juan José Rondón), Colombie
- ROO – Aéroport de Rondonópolis, Mato Grosso, Brésil
- ROP – Rota, Îles Mariannes, Etats-Unis
- ROR – Aéroport international Roman-Tmetuchl, Palaos
- ROS – Rosario, Argentine
- ROT – Aéroport international de Rotorua, Nouvelle-Zélande
- ROU – Aéroport de Roussé, Bulgarie
- ROV – Aéroport Platov, Oblast de Rostov, Russie
- ROW – Roswell International Air Center, Nouveau-Mexique, États-Unis
- ROX – Roseau, Minnesota, États-Unis
- ROY – Río Mayo, Argentine
- ROZ – Base navale de Rota, Espagne

## RP
- RPA – Rolpa, Népal
- RPB – Roper Bar, Territoire du Nord, Australie
- RPI – Rampi, Indonésie
- RPM – Ngukurr, Territoire du Nord, Australie
- RPN – Rosh Pina, Israël
- RPR – Aéroport de Raipur, Inde
- RPV – Roper Valley, Territoire du Nord, Australie
- RPX – Roundup, Montana, États-Unis

## RQ
- RQA – Xian de Ruoqiang, Xinjiang, Chine
- RQW – Qayyarah, Irak

## RR
- RRE – Marree, Australie-Méridionale, Australie
- RRG – Aéroport de Plaine Corail, Maurice
- RRI – Barora, Îles Salomon
- RRJ – Barra da Tijuca, Rio de Janeiro, Brésil
- RRK – Rourkela, Inde
- RRL – Merrill, Wisconsin, États-Unis
- RRM – Marromeu, Mozambique
- RRN – Serra Norte, Mato Grosso, Brésil
- RRR – Aérodrome de Raroia, Polynésie française, France
- RRO – Sorrente, Italie
- RRQ – Rock Rapids, Iowa, États-Unis
- RRS – Aérodrome de Røros, Norvège
- RRT – Warroad, Minnesota, États-Unis
- RRV – Robinson River, Territoire du Nord, Australie

## RS
- RSA – Santa Rosa, Argentine
- RSB – Roseberth, Queensland, Australie
- RSC – Riga (Skulte), Lettonie
- RSD – Rock Sound, Eleuthera, Bahamas
- RSE – Sydney (Aurose Bay), Nouvelle-Galles du Sud, Australie
- RSG – Serra Pelada, Pará, Brésil
- RSH – Russian Mission, Alaska, États-Unis
- RSI – Red Sea Project, Arabie Saoudite
- RSJ – Orcas (Hydroaéroport Rosario), Washington, États-Unis
- RSK – Ransiki, Indonésie
- RSL – Russell, Kansas, États-Unis
- RSN – Ruston, Louisiane, États-Unis
- RSP – Raspberry Strait, Alaska, États-Unis
- RSS – Ad-Damazin, Soudan
- RST – Rochester, Minnesota, États-Unis
- RSU – Aéroport de Yeosu, Corée du Sud
- RSV – Robinson, Illinois, États-Unis
- RSW – Aéroport international du sud-ouest de la Floride, Floride, États-Unis
- RSX – Rouses Point (Hydroaéroport), New York, États-Unis

## RT
- RTA – Rotuma, Fidji
- RTB – Aéroport de Roatán, Honduras
- RTC – Ratnagiri, Inde
- RTE – Marguerite Bay, Alaska, États-Unis
- RTG – Ruteng, Indonésie
- RTI – Rote, Indonésie
- RTL – Spirit Lake, Iowa, États-Unis
- RTM – Aéroport de Rotterdam-La Haye, Pays-Bas
- RTN – Raton (Crews Field), Nouveau-Mexique, États-Unis
- RTO – Colton, Californie, États-Unis
- RTP – Rutland Plains, Queensland, Australie
- RTS – Rottnest Island, Australie-Occidentale, Australie
- RTW – Aéroport de Saratov, Russie
- RTY – Merty Merty, Australie-Méridionale, Australie

## RU
- RUA – Arua, Ouganda
- RUD – Shahroud, Iran
- RUE – Butembo, République démocratique du Congo
- RUF – Yuruf, Indonésie
- RUG – Rugao, Jiangsu, Chine
- RUH – Aéroport international du roi Khaled, Arabie saoudite
- RUI – Ruidoso (Sierra Blanca), Nouveau-Mexique, États-Unis
- RUK – Rukumkot, Népal
- RUL – Aérodrome de Maavaarulaa, Maldives
- RUM – Aéroport de Rumjatar, Népal
- RUN – Aéroport de La Réunion-Roland-Garros, La Réunion, France
- RUP – Aéroport de Rupsi, Inde
- RUR – Aérodrome de Rurutu, Polynésie française, France
- RUS – Marau, Îles Salomon
- RUT – Rutland, Vermont, États-Unis
- RUU – Kawbenaberi, Papouasie-Nouvelle-Guinée
- RUV – Rubelsanto, Guatemala
- RUY – Copán Ruinas, Honduras

## RV
- RVA – Aérodrome de Farafangana, Madagascar
- RVC – River Cess, Liberia
- RVD – Rio Verde, Goiás, Brésil
- RVE – Saravena, Colombie
- RVH – Saint-Pétersbourg (Aéroport Rzhevka), Russie
- RVI – Aéroport de Rostov-sur-le-Don, Russie
- RVJ – Reidsville, Géorgie, États-Unis
- RVK – Rørvik, Norvège
- RVL – Roseville (Fiddyment Field), Californie, États-Unis
- RVN – Aéroport de Rovaniemi, Finlande
- RVO – Reivilo, Afrique du Sud
- RVR – Green River, Utah, États-Unis
- RVS – Tulsa (Richard Lloyd Jones), Okhlaoma, États-Unis
- RVT – Ravensthorpe (en) , Australie-Occidentale, Australie
- RVV – Aérodrome de Raivavae, Polynésie française, France
- RVY – Rivera, Uruguay

## RW
- RWB – Rowan Bay, Alaska, États-Unis
- RWF – Redwood Falls, Minnesota, États-Unis
- RWI – Rocky Mount, Caroline du Nord, États-Unis
- RWL – Rawlins, Wyoming, États-Unis
- RWN – Aéroport de Rivne, Ukraine
- RWP – Rawalpindi, Pakistan

## RX
- RXA – Ar Rawdah, Yémen
- RXW – Rexburg, Idaho, États-Unis
- RXS – Roxas City, Philippines
- RXW – Watersmeet (Aéroport NRC), Michigan, États-Unis

## RY
- RYB – Rybinsk (Staroselye), Oblast de Iaroslavl, Russie
- RYG – Aéroport de Moss-Rygge, Norvège
- RYK – Aéroport international Shaikh Zayed, Pakistan
- RYL – Lower Zambezi National Park, Zambie
- RYN – Aérodrome de Royan-Médis, France
- RYO – Río Turbio, Argentine
- RYV – Watertown, Wisconsin, États-Unis
- RYY – Marietta (McCollum Field), Géorgie, États-Unis

## RZ
- RZA – Puerto Santa Cruz, Argentine
- RZE – Aéroport de Rzeszów, Pologne
- RZH – Lancaster (Quartz Hill), Californie, États-Unis
- RZN – Riazan (Turlatovo), Oblast de Riazan, Russie
- RZP – Taytay (Aéroport Cesar Lim Rodriguez), Philippines
- RZR – Ramsar, Iran
- RZS – Sawan, Pakistan
- RZT –  Chillicothe (Comté de Ross), Ohio, États-Unis
- RZV – Aéroport de Rize-Artvin, Turquie
- RZY – Rezayeh, Iran
- RZZ – Roanoke Rapids (Comté d'Halifax), Caroline du Nord, États-Unis